# Mimetus marjorieae
Espèce
Mimetus marjorieae est une espèce d'araignées aranéomorphes de la famille des Mimetidae.

## Distribution
Cette espèce est endémique  de Luçon aux Philippines,.

## Description
La femelle holotype mesure 4,96 mm.

## Étymologie
Cette espèce est nommée en l'honneur de Marjorie Spotts Litsinger.

## Publication originale
- Barrion & Litsinger, 1995 : Riceland Spiders of South and Southeast Asia. CAB International, Wallingford, p. 1-700.